# Eino Ruutsalo

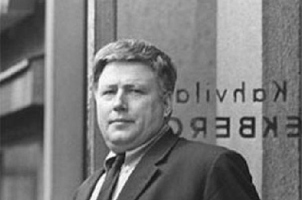
Eino Ruutsalo.

Eino Kalevi Ruutsalo, född 19 september 1921 i Kymmene, död 2 april 2001 i Helsingfors, var en finländsk konstnär och filmproducent. 
Ruutsalo var en banbrytare för den kinetiska eller rörliga konsten, som introducerades i Finland i slutet av 1960-talet. Bland hans arbeten märks en 17 meter lång Ljusvägg (1971) i Helsingfors stadshus och skulpturen Eldpelare (1981) på en skolgård (Meiningin koulu) i Stensvik, Esbo. Han skapade även bland annat ett stort antal kortfilmer och animationsfilmer.